# Delta Queens Football Club
Le Delta Queens Football Club est un club de football féminin nigérian basé à Asaba.

## Histoire
Le club remporte à quatre reprises le Championnat du Nigeria (2003, 2008, 2009 et 2011) et à cinq reprises la Coupe du Nigeria (2004, 2006, 2007, 2008, 2009).
En 2023, les Delta Queens retrouvent leur couronne en championnat, en battant les Bayelsa Queens 2-1 en finale à domicile. Elles se qualifient pour leur première Ligue des champions africaine. Après une victoire 3-0 face à l'USFA lors de leur premier match, les joueuses doivent menacer de faire grève lors du deuxième match avant de recevoir les salaires qui leur sont dus.

## Palmarès
Championnat du Nigeria (5) :
- Champion en 2003, 2008, 2009, 2011 et 2023

Coupe du Nigeria (5) :
- Vainqueur en 2004, 2006, 2007, 2008 et 2009